# Drei Frauen für Toni
Drei Frauen für Toni ist ein deutscher Dokumentarfilm aus dem Jahre 2010. Die Erstausstrahlung fand am 29. Oktober 2010 auf dem deutsch-französischen Kultursender arte statt. Der Film von Johanna Bentz fand seine Premiere auf den Hofer Filmtagen und wurde auf weiteren Filmfestivals gezeigt.

## Inhalt
Gemeinsam mit 70 anderen katholischen Singles begeben sich drei Frauen (Petra, Birgit und Brigitte) auf eine Wallfahrt nach Padua zum Grab des Heiligen Antonius von Padua. Antonius, der Schutzpatron der Suchenden, soll ihnen bei der Suche nach dem Lebenspartner helfen.

## Auszeichnungen
Der Dokumentarfilm wurde vom Bündnis für Demokratie und Toleranz des Bundesinnenministeriums als besondere Leistung gewürdigt. Zur Produktionsförderung des Films erhielt die Jungregisseurin 2009 den Caligari Filmpreis.